# Notropis ludibundus
Notropis ludibundus és una espècie de peix cipriniforme de la família dels ciprínids que es troba a Nord-amèrica: Kansas (Estats Units).